# Колбеєв Олександр Микитович
Колбеєв Олександр Микитович (рос. Колбеев, Александр Никитич; 20 червня 1915—16 березня 2008) — радянський льотчик, учасник Другої світової війни, Герой Радянського Союзу. Воював у складі Ленінградського, Сталінградського, Південного, Північно-Кавказького, 2-го Прибалтійського фронтів та у Окремій Приморській армії на посадах командира ланки, командира авіаескадрильї та штурмана полку.
Олександр Микитович Колбеєв народився 20 червня 1915 року в Ростові-на-Дону в сім'ї робітника. 1934 року закінчив школу морського учнівства. У тому ж році був призваний до Червоної Армії.